# Башир Абді
Башир Абді (англ. Bashir Abdi; нар. 10 лютого 1989) — бельгійський легкоатлет сомалійського походження, який спеціалізується у бігу на довгі дистанції та марафонському бігу, бронзовий олімпійський призер (2021), рекордсмен Європи з марафонського бігу.

## Спортивні досягнення
Бронзовий олімпійський призер у марафонському бігу (2021).
Учасник Ігор-2016 у бігу на 5000 метрів (зупинився на стадії забігу) та 10000 метрів (20-е місце у фінальному забігу).
Срібний призер чемпіоната Європи у бігу на 10000 метрів (2018).
Срібний призер Кубка Європи з бігу на 10000 метрів (2021).
Рекордсмен Європи з марафонського бігу (2:03.36; 2021).
Ексрекордсмен Європи з бігу на 20000 метрів доріжкою стадіону (56.20,02). Рекорд був встановлений 4 вересня 2020 під час годинного забігу на Меморіалі ван Дамме. 2021 року Європейська легкоатлетична асоціація припинила ратифікацію рекордів у цій дисципліні.

## Основні міжнародні виступи
| Рік  | Змагання                            | Місто          | Місце  | Дисципліна | Примітки    |
| ---- | ----------------------------------- | -------------- | ------ | ---------- | ----------- |
| 2011 | Чемпіонат Європи серед молоді       | Острава        |        | 5000 м     |             |
| 2012 | Чемпіонат Європи                    | Гельсінкі      |        | 5000 м     |             |
| 2012 | 10000 м                             |                |        |            |             |
| 2013 | Чемпіонат світу                     | Москва         |        | 10000 м    |             |
| 2014 | Чемпіонат Європи                    | Цюрих          |        | 5000 м     |             |
| 2014 | 10000 м                             |                |        |            |             |
| 2015 | Чемпіонат світу                     | Пекін          | 1заб   | 5000 м     | DNS         |
| 2015 | ф                                   | 10000 м        | DNF    |            |             |
| 2016 | Олімпійські ігри                    | Ріо-де-Жанейро | 1заб16 | 5000 м     |             |
| 2016 | 10000 м                             |                |        |            |             |
| 2017 | Чемпіонат світу                     | Лондон         | 1заб6  | 5000 м     |             |
| 2018 | Чемпіонат Європи                    | Берлін         | 2      | 10000 м    | [ 2 ]       |
| 2019 | Лондонський марафон                 | Лондон         |        | марафон    |             |
| 2019 | Чиказький марафон                   | Чикаго         |        | марафон    |             |
| 2020 | Токійський марафон                  | Токіо          | 2      | марафон    | [ 3 ] [ 4 ] |
| 2021 | Кубок Європи з бігу на 10000 метрів | Бірмінгем      | 2      | 10000 м    | [ 5 ]       |
| 2021 | Олімпійські ігри                    | Токіо          | 3      | марафон    |             |
| 2021 | Роттердамський марафон              | Роттердам      | 1      | марафон    | [ 6 ] [ 7 ] |
| 2022 | Чемпіонат світу                     | Юджин, США     | 3      | марафон    |             |